# Мосхопул, Мануил

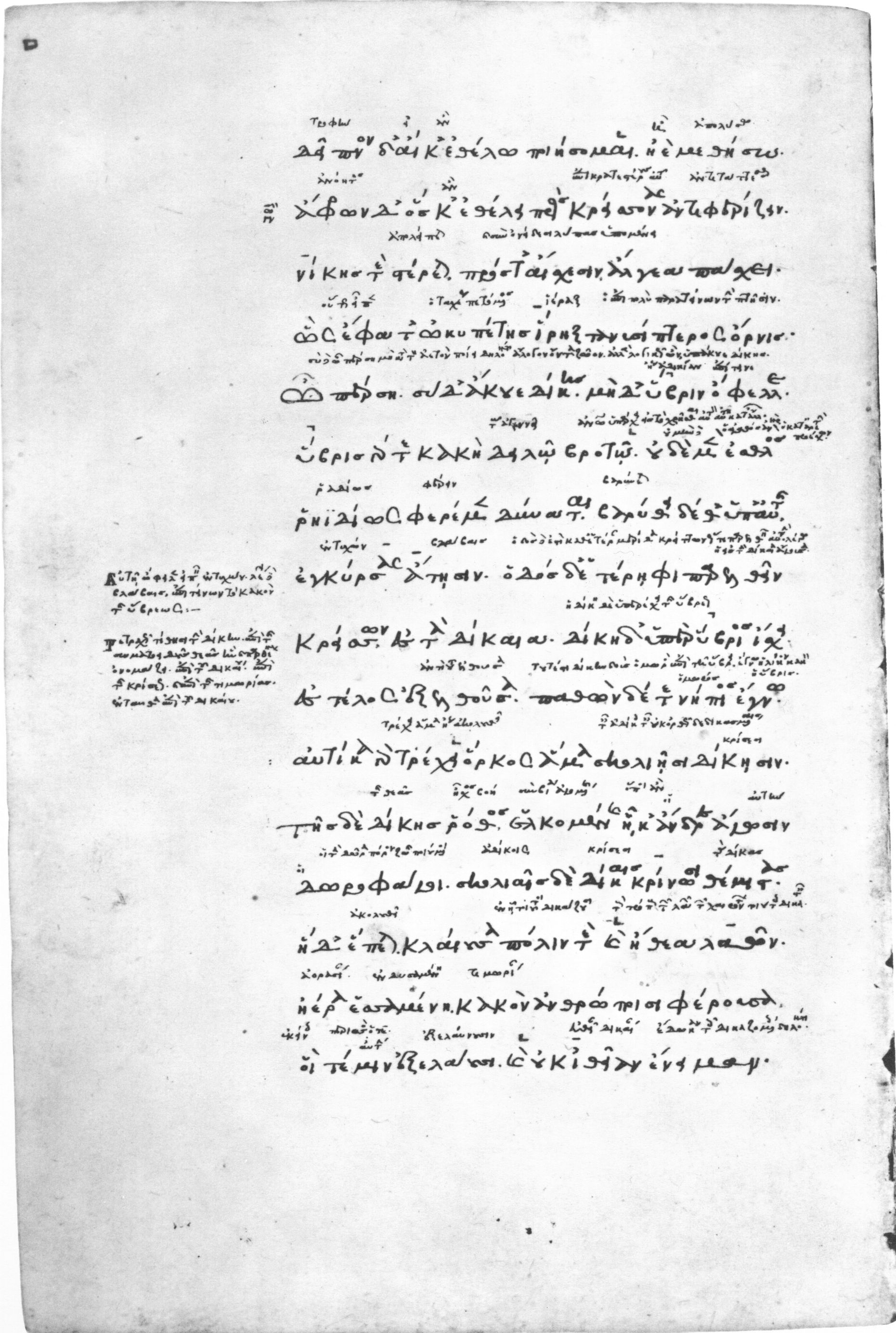
Оригинальные схолии Мануила на поэму Гесиода

Мануил Мосхопул — византийский математик и грамматик, живший в конце XIII — начале XIV веков, крупный деятель так называемого Палеологова возрождения. Слово Мосхопул на греческом означает «маленький телёнок» и, вероятно, является прозвищем.
О его жизни известно лишь то, что он был учеником Максима Плануда и, вероятно, после смерти последнего возглавил и до конца жизни управлял его школой в Константинополе. Известно также, что некоторое время он провёл в тюрьме за свои политические высказывания.
Главный его труд — Ἐρωτήματα Γραμματικά (Вопросы Грамматики), написанный в форме вопросов и ответов и дополненный словарём существительных из аттического диалекта. Написал также схолии на первую и вторую книги «Илиады», также на труды Гесиода, Феокрита, Пиндара, загадки, письма, лексикографические комментарии, труды по грамматике, ставшие источниками для более поздних авторов. Был также редактором ряда древних произведений, исправив в них многочисленные ошибки. По настоянию своего современника, другого византийского математика, Рабды, написал трактат по образованию квадратных чисел, в котором изложил способы составления магических квадратов, в котором первым ввёл термин «считание по кругу» (ως περ άνακυκλοΰνυες). Его работа, основанная на арабских источниках, стала одной из важнейших памятников византийской математической мысли.
У Мануила был племянник одного с ним имени, с которым поэтому его нередко смешивают. Он жил позже дяди и был богословом.